# Diane chasseresse (Gentileschi)
Pour les articles homonymes, voir Diane chasseresse.
Diane Chasseresse est une peinture baroque du peintre Orazio Gentileschi réalisée entre 1624 et 1630 et conservée au musée d'Arts de Nantes.

## Description
La déesse Diane est représentée avec ses attributs : un croissant de Lune au-dessus de la tête, soufflant dans un cor de chasse, armée de son arc et de ses flèches forgées par les cyclopes et accompagnée d'un lévrier.

## Style
Gentileschi livre une vision à la fois froide et sensuelle de la déesse, conforme à sa caractérisation dans la mythologie. 
La peinture reprend l'ensemble des influences du peintre : Le Caravage dans son goût pour les jeux de lumière, dont il s'éloigne toutefois par le style virtuose et émaillé du tableau, le maniérisme toscan et l'école de Fontainebleau dans la torsion serpentine et anatomiquement impossible de Diane,.

## Histoire

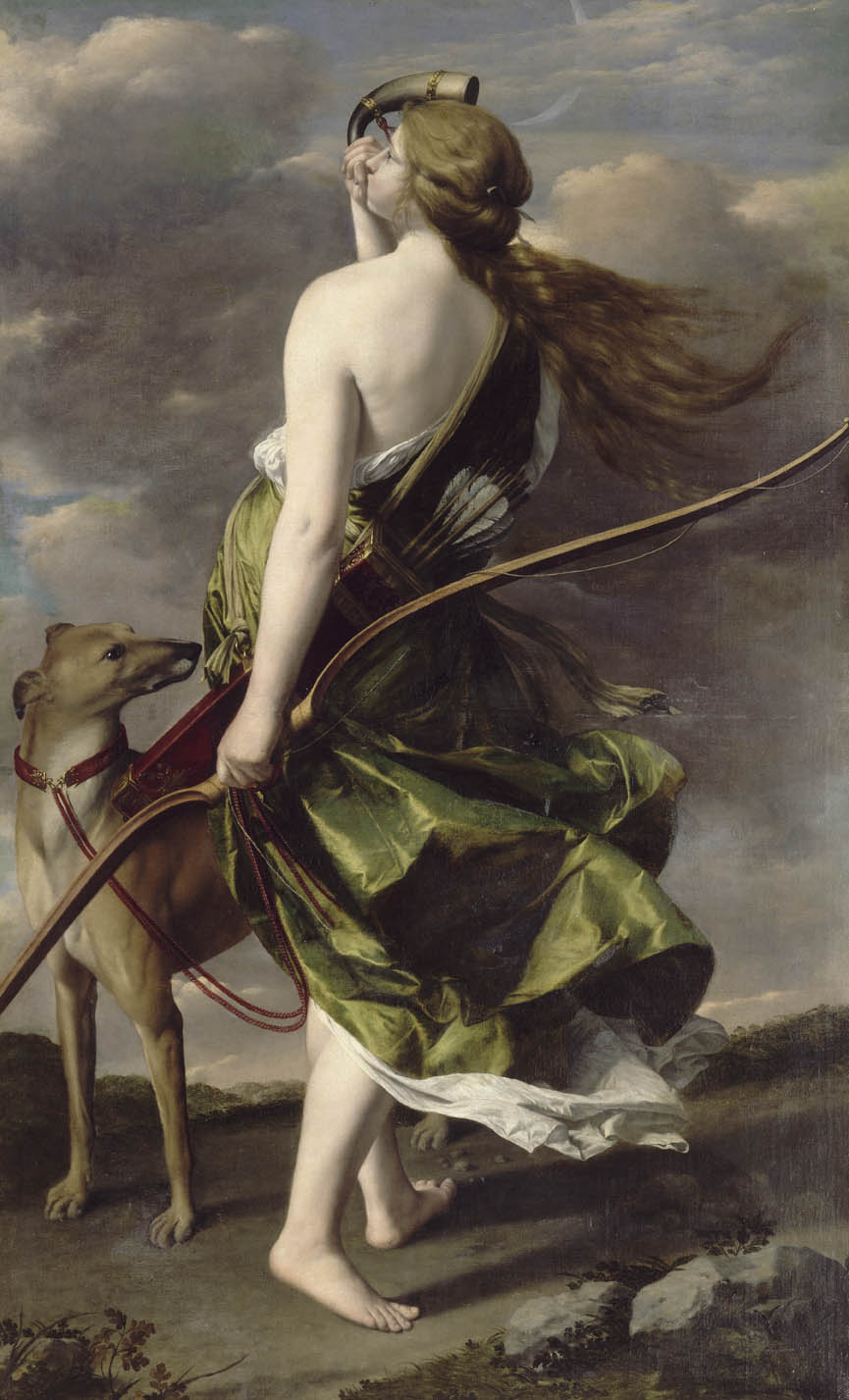
Peinture avant sa restauration, début du 21e siècle.

Acheté à l'artiste par Roger du Plessis-Liancourt, duc de La Roche-Guyon en 1630, le tableau a pu être réalisé soit lors du séjour de Gentileschi en France, au service de Marie de Médicis, soit lors de son séjour à Londres, lorsque Roger du Plessis-Liancourt était ambassadeur de Louis XIII à la cour d'Angleterre. Le duc expose ce tableau dans son hôtel parisien, rue de Seine.
Le tableau entre en 1965 dans les collections du musée d'Arts de Nantes.
La restauration des années 2010 a permis de révéler la subtilité des carnations de la peau, marmoréennes aux reflets rosés et violets, ainsi que l'éclat vert métallisé du drapé.

## Postérité
Diane chasseresse influença la peinture française de son époque, en particulier les artistes Laurent de La Hyre et les frères Le Nain.
Une réplique d'atelier se trouve au musée de la Chasse et de la Nature, à Paris